# 新音樂快遞音樂獎
新音樂快遞音樂獎（NME Awards），是由新音樂快遞雜誌（NME，New Musical Express）創辦的年度音樂獎前身是 NME Poll Winners Concerts，於1953年雜誌創刊不久後首度舉行，是葛萊美獎以外的另一大樂壇盛事。

## 历史
NME Awards 的前身是 NME Poll Winners Concerts，于1953年首次举办。首届颁奖典礼在伦敦皇家阿尔伯特音乐厅举行，获奖者包括当时炙手可热的摇滚乐队披头士和滚石乐队。

### 1990年代：见证英伦流行崛起
1990年代，英伦流行（Britpop）音乐兴起。该奖项大力支持了这一音乐运动，并见证了许多英伦流行乐队的崛起，例如：
- Blur：在1994年获得了包括最佳乐队、最佳专辑和最佳单曲在内的5个奖项。
- Oasis：在1996年获得了包括最佳乐队、最佳现场乐队、最佳专辑和最佳单曲在内的4个奖项。
- Radiohead：在1997年获得了最佳乐队和最佳专辑奖。[1]

### 车库摇滚复兴
在2002年的 NME Awards 上，美国乐队 The Strokes 成为最大赢家，他们获得了包括最佳新乐队、最佳专辑和年度最佳乐队 在内的三项大奖。此外，另一支车库摇滚乐队The White Stripes 也获得了最佳现场乐队 奖。这一年的颁奖典礼反映了《NME》杂志对于车库摇滚复兴的支持

## 奖项类别
NME Awards 奖项类别众多，涵盖各种音乐流派和领域，以下是一些主要奖项：
- 最佳英国乐队
- 最佳国际乐队
- 最佳独唱艺人
- 最佳新人
- 最佳专辑
- 最佳歌曲
- 最佳现场演出
- 最佳音乐视频
- 最佳专辑封面
- 最佳粉丝社区

## 相關網站
- 新音樂快遞音樂獎官方網站 （页面存档备份，存于）